# Sandra Kreisler

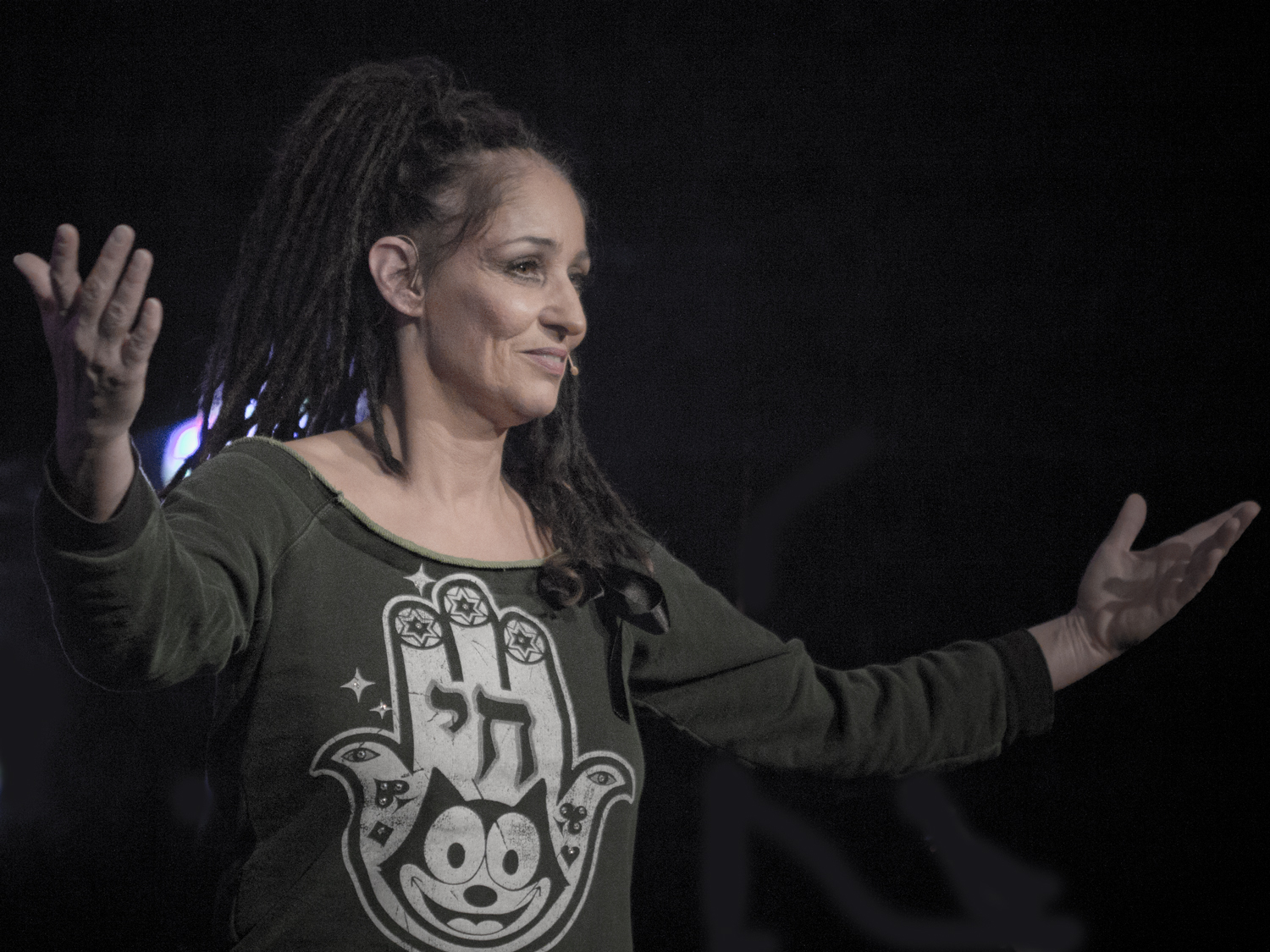
Sandra Kreisler, 2011

Sandra Kreisler (* 9. November 1961 in München) ist eine deutsch-österreichische Schauspielerin, Sängerin und Publizistin. Sie arbeitet als Lehrerin für Chanson-Interpretation und als Sprecherin in Wien und Berlin.

## Leben
Sandra Kreisler ist die Tochter des Sängers und Komponisten Georg Kreisler und seiner dritten Ehefrau, der Schauspielerin Topsy Küppers. Sie hat einen Bruder (* 1960) und einen Halbbruder (Thomas, 1942–2006) aus der ersten Ehe ihres Vaters. Sie hat die deutsche, österreichische und US-amerikanische Staatsbürgerschaft, seit 2005 lebt sie in Berlin und in der Schweiz.
Sie besuchte die Amerikanische Schule in Wien und Berlin und nahm privaten Gesangs-, Schauspiel- und Sprachunterricht.

### Schauspiel
Kreisler war ab 1982 als Sprecherin in Radiosendungen, Werbespots und als Synchronstimme zu hören. Von 1983 bis 1994 war sie als Schauspielerin für Produktionen an verschiedenen österreichischen Theatern zu sehen, unter anderem als Gast am Theater in der Josefstadt oder am Theater Gruppe 80 und trat mit musikalischen Revuen und Kabarettprogrammen auf.
Von 1990 bis 1996 war sie in Nebenrollen in Fernsehfilmen und Serien zu sehen, mittlerweile hat sie sich gänzlich vom Filmgeschäft verabschiedet.
Sie trat als Gast in verschiedenen deutschsprachigen Fernsehshows auf, etwa bei Fliege, Nachtcafé, Böttinger, Mitternachtsspitzen oder Ich trage einen großen Namen.

### Musik
Seit 1994 ist Kreisler, die sich selbst als Diseuse bezeichnet, als Sängerin aktiv. 1998 veröffentlichte sie die CD Lieder, auf dem sie berühmte Stücke ihres Vaters und einiger anderer Liedermacher sang. 2006 gründete sie gemeinsam mit ihrem Lebensgefährten Roger Stein das Duo Wortfront. Stein zeigt sich dabei für Text und Musik verantwortlich. Bei ihren Auftritten werden die beiden zusätzlich von Geige, Cello und Schlagzeug unterstützt. Ihre Musik vereint Elemente von klassischer Kammermusik mit Pop, Rock und Hip-Hop. 
Kreisler ist als freiberufliche Lehrerin tätig und unterrichtet „Acting while singing“ (AWS), die amerikanische Version von „Chanson- und Liedinterpretation“.

### Publizistik
Kreisler ist Jüdin und schreibt als Gastautorin für die Webseite Mena-Watch, wobei sie sich in ihren Texten in erster Linie mit Antisemitismus beschäftigt. 2021 veröffentlichte sie das Buch Jude Sein. Ansichten über das Leben in der Diaspora im Verlag Hentrich & Hentrich, bestehend aus 31 kurzen Polemiken über Antisemitismus und Israelfeindlichkeit. 2019 diskutierte sie mit dem Theologen Hans-Jürgen Abromeit auf dem YouTube-Kanal der Zeitschrift Stern über Kritik an Israel.

## Filmografie
- 1990: Hotel Paradies (20 Folgen)
- 1994: Zigeunerleben (Fernsehfilm)
- 1995: Ein Anfang von etwas (Fernsehfilm)
- 1995: Peter Strohm (1 Folge)
- 1996: Kaisermühlen Blues (1 Folge)
- 2000: Das Geheimnis der Gärten (Stimme)

## Alben und CDs
- 1998: Lieder
- 2001: Sandra Kreisler & das Open-Mind-Quartett (Live-Mitschnitt)
- 2004: Kreisler singt Kreisler – Die unbekannten Chansons von Georg Kreisler
- 2005: Kreisler & Stein (Wortfront) – Schwanzersatz (Maxi-Single)
- 2006: Wortfront – Lieder eines postmodernen Arschlochs
- 2008: Wortfront – Penetrant Besinnlich
- 2008: Wortfront – Von vorn mit Anlauf
- 2010: Wortfront – Freilandherz

## Bücher
- Das Chansonbuch – Interpretation und Bühnenpräsentation. Henschel, Leipzig 2012, ISBN 978-3-89487-718-7.
- Jude Sein. Ansichten über das Leben in der Diaspora, Hentrich & Hentrich, 3/2021, ISBN 978-3-95565-435-1.

## Auszeichnungen
- 2006: Lale-Andersen-Preis[13]
- 2006: Bestenliste für das 3. Quartal 2006 des Preis der deutschen Schallplattenkritik in der Kategorie Songs und Lieder[14]